# Pseudorasbora parva
Espèce
Statut de conservation UICN

 LC  : Préoccupation mineure
Pseudorasbora parva (parfois appelé improprement « goujon asiatique ») est un poisson du genre Pseudorasbora et de la famille des Cyprinidés. Là où il a été introduit hors de son aire naturelle de répartition, il peut devenir envahissant et être vecteur de maladie émergente.

## Description
C'est un petit poisson argenté dont la taille ne dépasse pas 110 mm.

## Habitats
L'espèce est dulcicole.

## Origine et aires de répartition actuelle
C'est une espèce  originaire d'Asie de l'Est (Japon, Taïwan, Corée, Chine), notamment trouvée dans le bassin de l'Amour.

### Caractère envahissant
En Europe, P. parva est inscrit depuis 2016 dans la liste des espèces exotiques envahissantes préoccupantes pour l'Union européenne. Cela signifie que cette espèce ne peut pas être importée, élevée, transportée, commercialisée ou libérée intentionnellement dans la nature, et ce nulle part dans l’Union européenne.
L'ampleur de ses impacts sur les écosystèmes locaux est encore mal évaluée mais ce poisson a montré une capacité à rapidement étendre son aire de répartition. Il aurait été introduit par inadvertance en Roumanie dans des mares voisine du lit majeur du Danube en 1960 et il s'y est reproduit (au moins à partir de 1961). De là il a aisément gagné le Danube et il a été confirmé dans la partie hongroise du fleuve en 1967, puis en Tchécoslovaquie en 1974 (dans la Rivière Tisa puis le bassin hongrois du Danube. En 1982, on le trouve en Autriche (Weber, 1984) puis dans plusieurs régions d'Allemagne.  De là, via le réseau des canaux et notamment le canal Rhin-Main-Danube, il a pu gagner de nombreux bassins versants ouest-européens, notamment en Belgique et aux Pays-Bas.
Dans les années 1970 des pêcheurs l'introduisent intentionnellement dans le bassin de la Sarthe en France (Allardi & Chancerel, 1988) et en Albanie dans le bassin hydrographique du lac Skadar où il a été utilisé comme aliment pour des élevages de poissons prédateurs nés en écloseries. Plus tard, à partir de l'Albanie de nouvelles populations se sont installées en Macédoine (Grèce) selon Bianco (1988)) et probablement dans les eaux de Thrace. Ce sont ensuite le Kazakhstan et l'Ouzbékistan qui l'ont signalé (Arnold, 1990), et la Turquie) avant qu'on ne le trouve jusqu'en Iran.
Via les réseaux de canaux et peut être via des eaux de ballast et/ou des introductions volontaires, en moins de 4 décennies P. parva a colonisé presque toute l'Europe continentale, et même une partie de l'Afrique du Nord (où il est confirmé au début des années 1990). Il a aussi récemment été introduit en Amérique du Nord.
Il est également trouvé au Royaume-Uni malgré les précautions prises par ce pays pour éviter les introductions d'espèces exotiques.
Il est trouvé en France, au moins depuis les années 1980).
Dans ces régions du monde, il présente souvent des caractéristiques d'espèce envahissante.

## Galerie

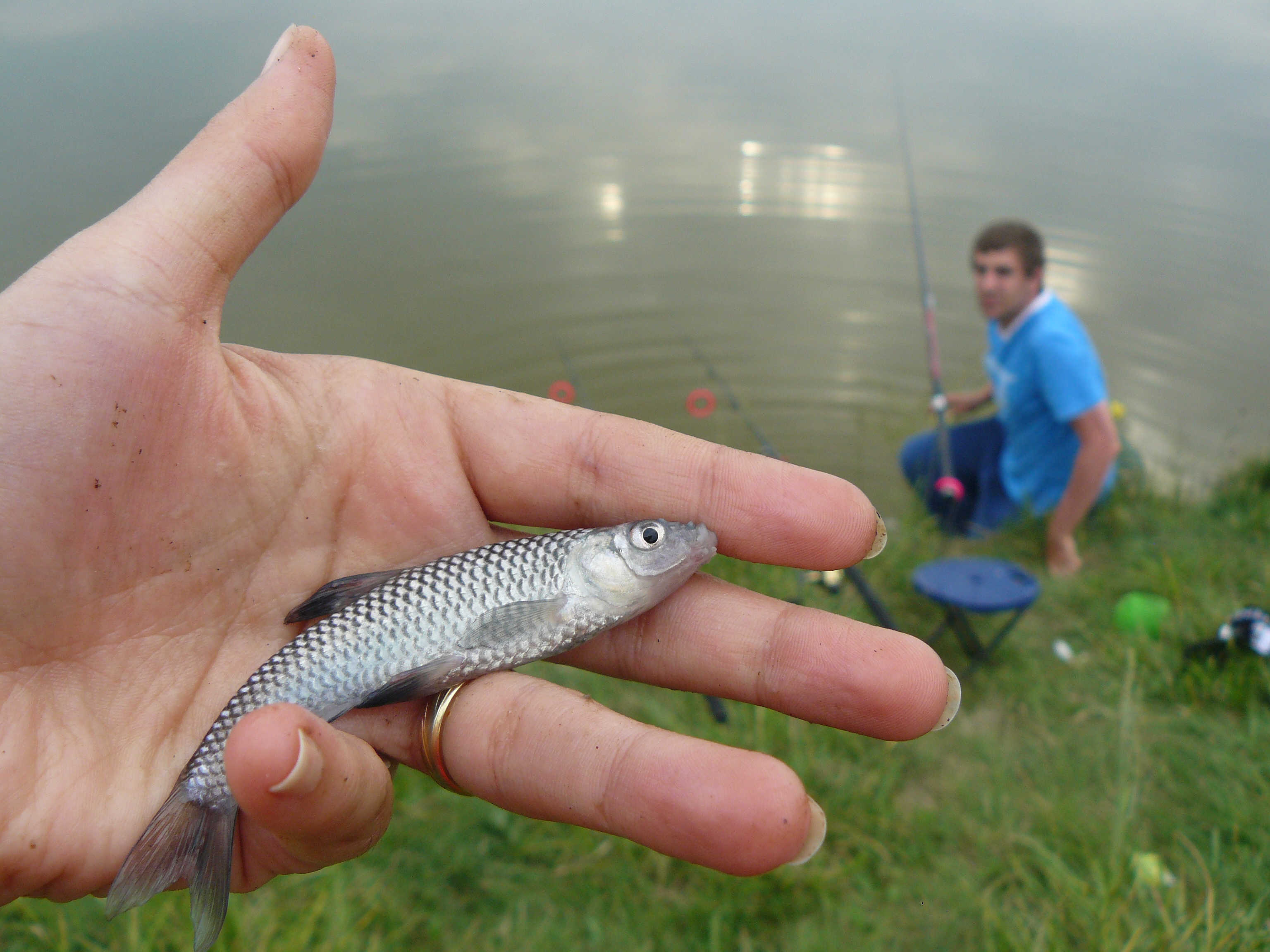
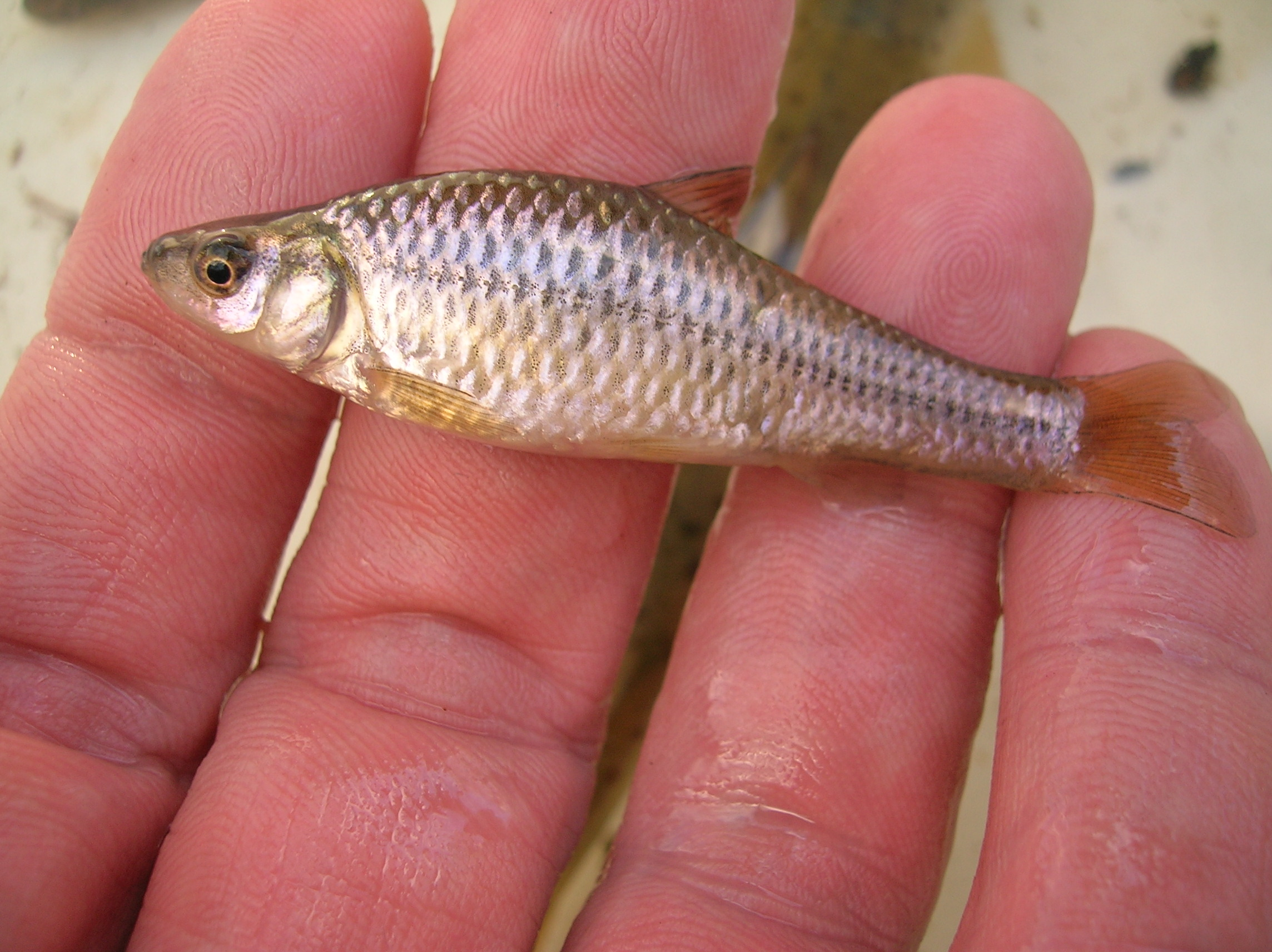
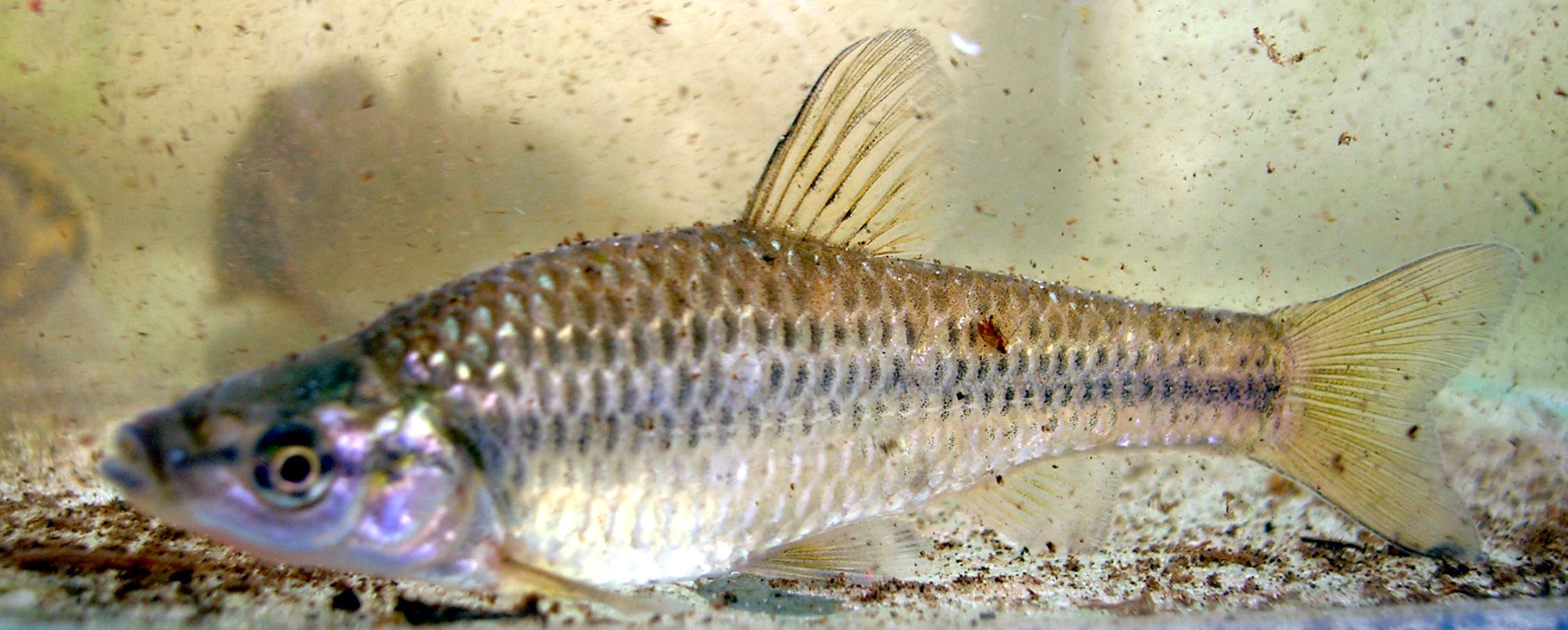